# Henry Golden Dearth
Pour les articles homonymes, voir Golden.
Henry Golden Dearth, né le 22 avril 1864 à Bristol dans l'état du Rhode Island et mort le 27 mars 1918 à New York dans l'état de New York aux États-Unis, est un peintre américain. Peintre paysagiste tonaliste associé à l'American Barbizon School au début de sa carrière, partagé entre la côte est des États-Unis et le Nord-Ouest de la France, il évolue dans les années 1910 vers l'art figuratif et ajoute à sa gamme des portraits, des natures mortes et des scènes de genre.

## Biographie
Henry Golden Dearth naît à Bristol dans l'état du Rhode Island en 1864. Cadet d'une famille de cinq enfants, il est le fils de John Willis Dearth, un chasseur de baleines et officier d'artillerie durant la Guerre de Sécession, et de Ruth Marshall. À l'âge de quinze ans, il déménage avec sa famille à Waterbury, dans l'état du Connecticut, où il commence sa formation artistique auprès du peintre portraitiste Horace Johnson. Il part ensuite pour l'Europe et la France en 1883, étudiant auprès des peintres Ernest Hébert et Aimé Morot à l'école nationale supérieure des beaux-arts de Paris.
En 1887, il rentre aux États-Unis et installe son studio à New York. Il expose pour la première fois à l'académie américaine des beaux-arts en 1888 et devient membre de la Society of American Artists (en) l'année suivante. En 1893, il reçoit le prix Webb de l'académie américaine des beaux-arts. En 1896, il épouse Cornelia Van Rensselaer Vail, la sœur cadette de la botaniste Anna Murray Vail. Durant cette période, il vit entre la ville de New York et la France, où il possède une maison et un atelier dans la petite ville de Montreuil dans le département du Pas-de-Calais, qu'il utilise pour illustrer les paysages côtiers et terrestres de la région. Il est alors considéré comme un peintre tonaliste, faisant partie de l'American Barbizon School. Il remporte une médaille de bronze lors de l'exposition universelle de 1900 de Paris et une médaille d'argent lors de l'exposition Pan-américaine de Buffalo l'année suivante. Il est élu à l'académie américaine des beaux-arts en 1906.
Au cours des années 1910, il évolue vers l'art figuratif et ajoute à sa gamme des portraits, des natures mortes et des scènes de genre dans un style qui rappelle celui du peintre Adolphe Monticelli. Il trouve en la représentation des flancs rocheux des côtes de la Bretagne un nouveau sujet, exploitant en de nombreuses reprises cette thématique. Ce changement est notamment marqué par sa demande faite en 1915 au Metropolitan Museum of Art de remplacer son tableau représentant le port de Boulogne-sur-Mer par un portrait plus récent intitulée Cornelia. Pour mettre en scène ces natures mortes, il puisse notamment dans sa collection d'objets provenant de l'époque de l'art gothique, de la Renaissance ou de l'art d'Asie orientale afin d'illustrer ces tableaux.
Il meurt à New York en 1918.
Ces œuvres sont notamment visibles ou conservées au Smithsonian American Art Museum, à la National Gallery of Art et au Dumbarton Oaks de Washington, au Brooklyn Museum, à la Century Association (en) et à l'académie américaine des beaux-arts de New York, au musée d'Art de Saint-Louis, au Detroit Institute of Arts de Détroit, à la Memorial Art Gallery de Rochester, au Washington County Museum of Fine Arts d'Hagerstown, à la Telfair Academy (en) de Savannah, au Mattatuck Museum (en) de Waterbury, au Bennington Museum (en) de Bennington, au Tweed Museum of Art (en) de Duluth, à l'Akron Art Museum d'Akron, au Cleveland Museum of Art de Cleveland, au Reading Public Museum (en) de West Reading, au Carnegie Museum of Art de Pittsburgh, au Fogg Art Museum de Cambridge, au Museum of Fine Arts de St. Petersburg, à l'Art Institute of Chicago, à l'Evansville Museum of Arts, History and Science (en) d'Evansville, au Spencer Museum of Art de Lawrence, à la Addison Gallery of American Art (en) d'Andover et au musée d'Art d'Indianapolis.

## Œuvres

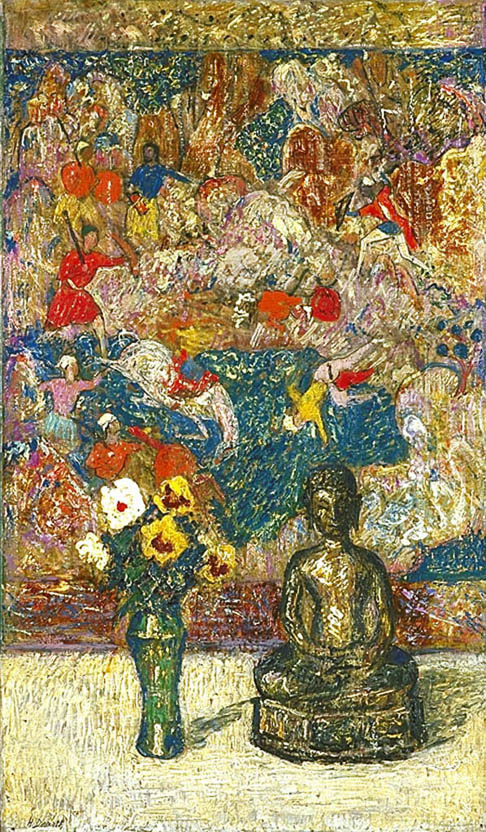
Bronze Buddha, sans date, Smithsonian American Art Museum
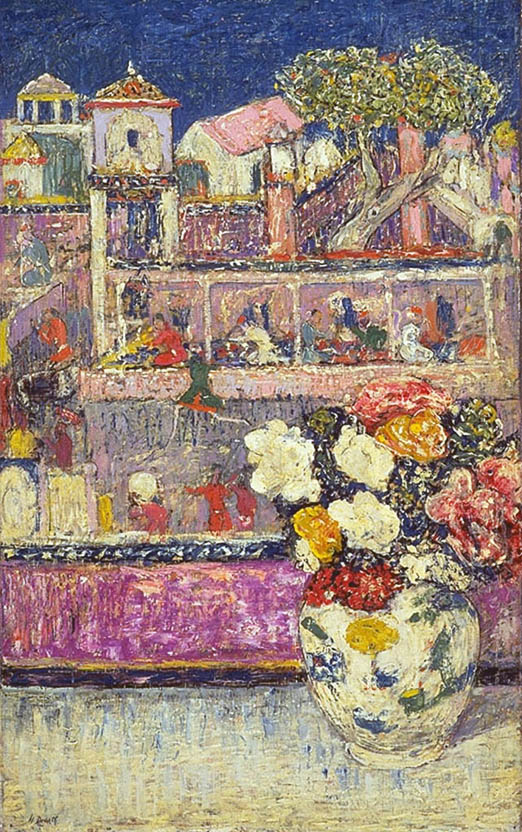
Begonias, sans date, Smithsonian American Art Museum
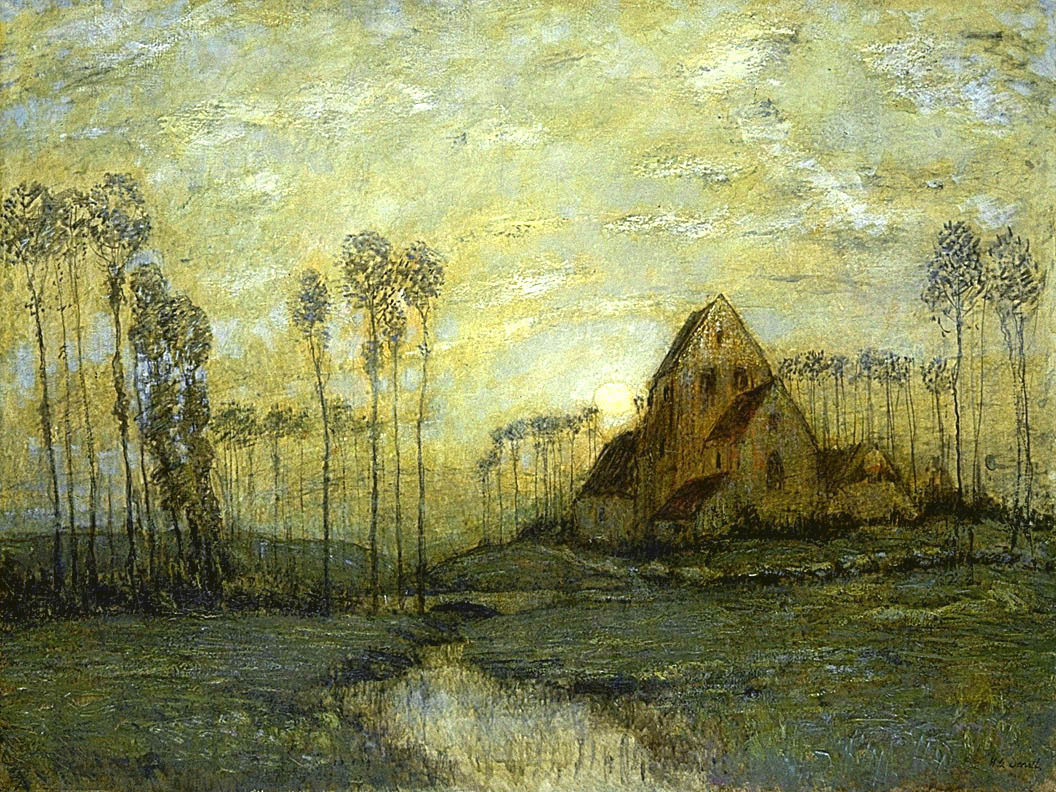
An Old Church at Montreuil, entre 1906 et 1907, Smithsonian American Art Museum
The Stubble Field, vers 1909, Cleveland Museum of Art
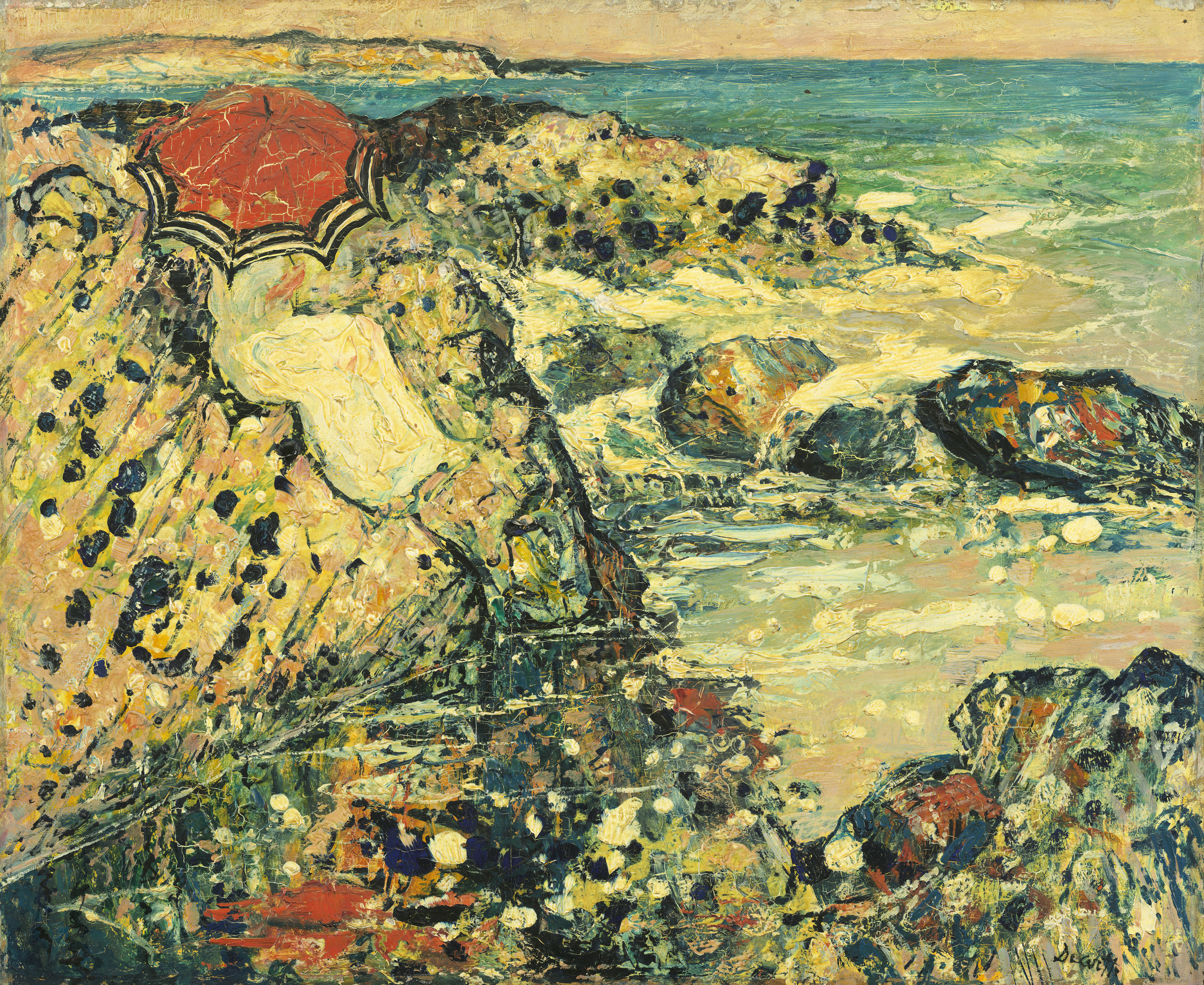
Flecks of Foam, entre 1911 et 1912, National Gallery of Art
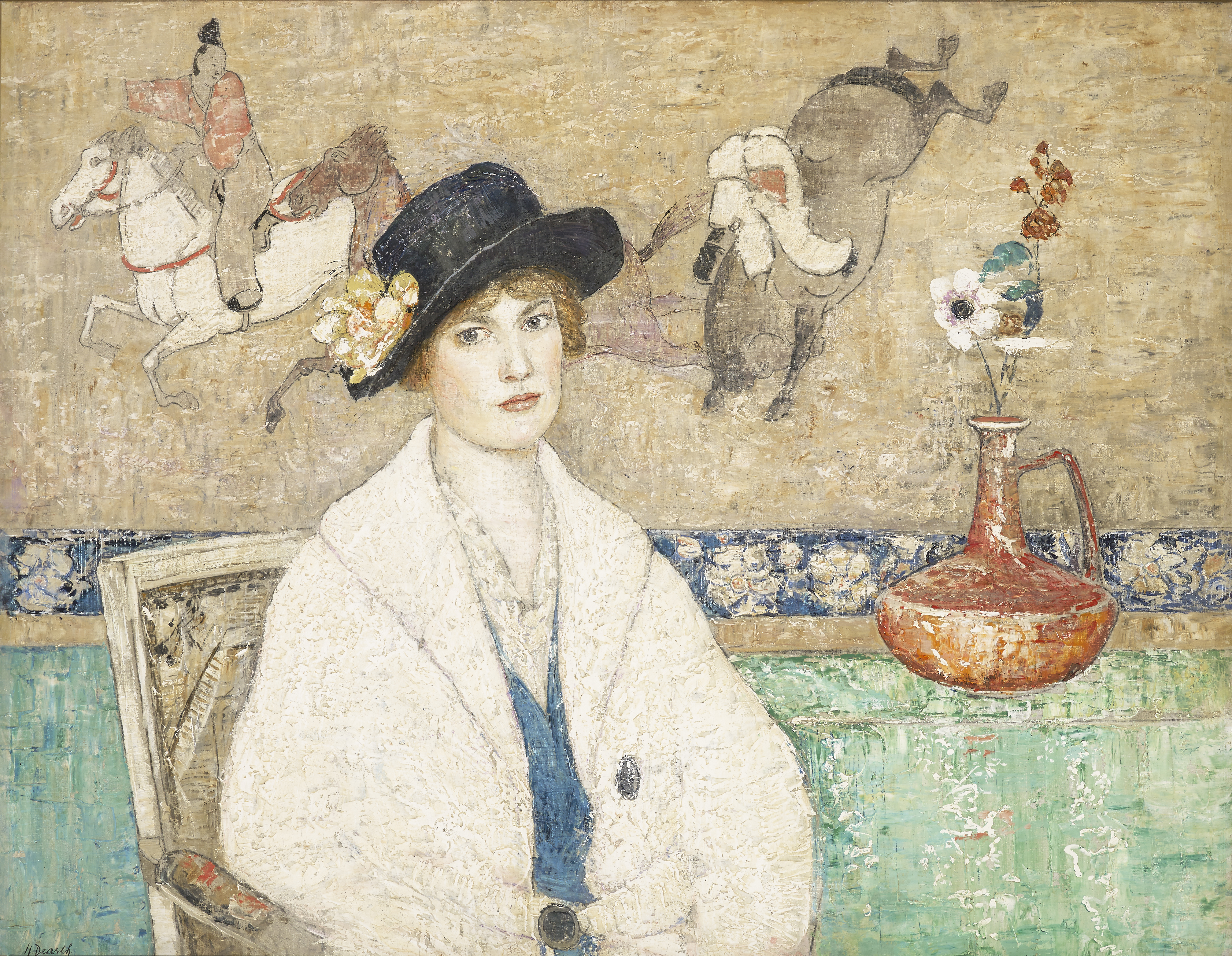
The Black Hat (Miss Dorothy Hart), 1916, Musée d'Art d'Indianapolis
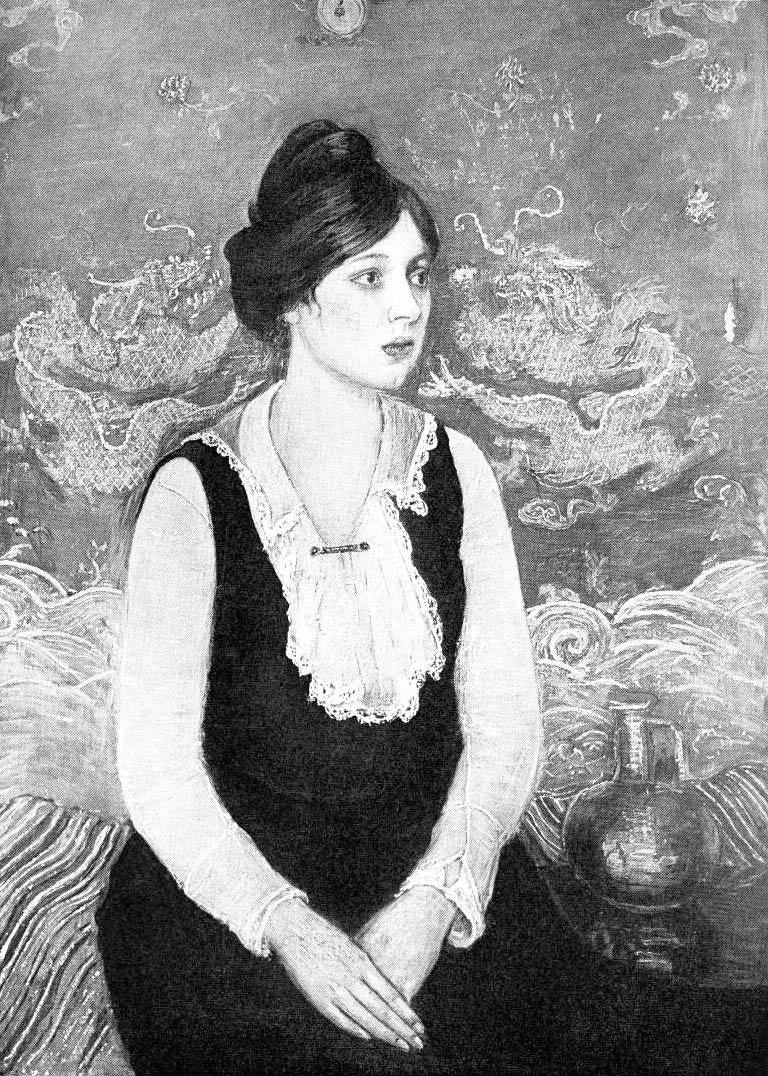
The Imperial Dragon, sans date
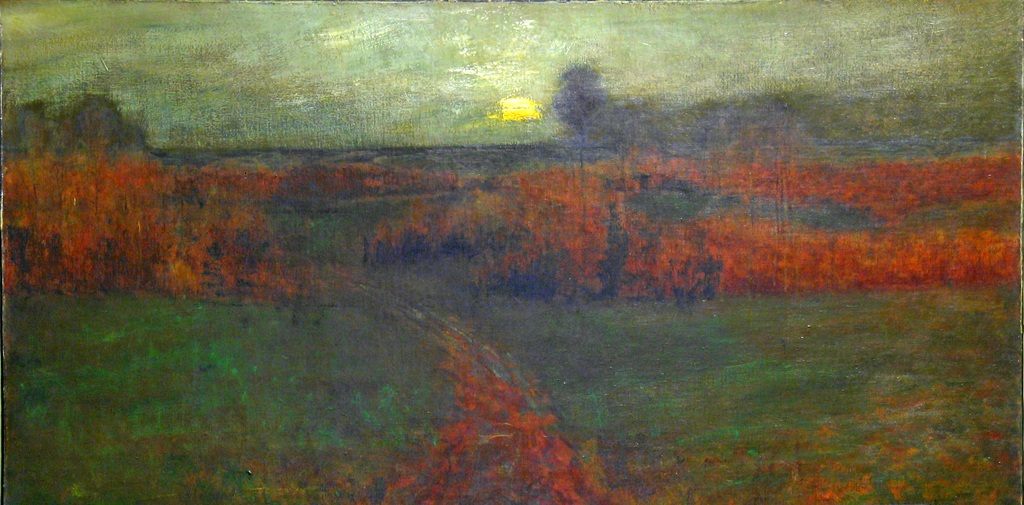
Evening Glow, sans date
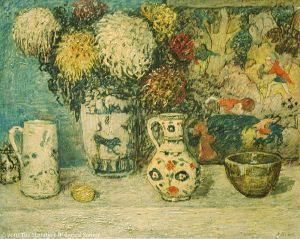
Still Life, sans date, Mattatuck Museum (en)

## Crédit d'auteurs
- (en) Cet article est partiellement ou en totalité issu de l’article de Wikipédia en anglais intitulé « Henry Golden Dearth » (voir la liste des auteurs).